# 外務大臣 (インド)
外務大臣（がいむだいじん、英語: Minister of External Affairs）は、インドの外務省を所管する大臣である。最重要閣僚の一つであり、国際社会においてインド政府を代表することが主要任務となる。  

## 歴代大臣
| 代   | 氏名                                 | 肖像 | 在任期間       | 在任期間       | 所属政党 (Alliance)             | 所属政党 (Alliance)                                         | 首相                                                |
| ---- | ------------------------------------ | ---- | -------------- | -------------- | ------------------------------- | ----------------------------------------------------------- | --------------------------------------------------- |
| 1    | ジャワハルラール・ネルー             |      | 1946年9月2日   | 1964年5月27日  | インド国民会議                  |                                                             | 兼任                                                |
| 2    | グルザーリーラール・ナンダー         |      | 1964年5月27日  | 1964年6月9日   | インド国民会議                  | 兼任 (代理)                                                 |                                                     |
| 3    | ラール・バハードゥル・シャーストリー |      | 1964年6月9日   | 1964年7月17日  | インド国民会議                  | 兼任                                                        |                                                     |
| 4    | スワラン・シン                       |      | 1964年7月17日  | 1966年11月14日 | インド国民会議                  | ラール・バハードゥル・シャーストリー インディラ・ガンディー |                                                     |
| 5    | M.C.チャグラ                         |      | 1966年11月14日 | 1967年9月5日   | インド国民会議                  | インディラ・ガンディー                                      |                                                     |
| 6    | インディラ・ガンディー               |      | 1967年9月6日   | 1969年2月13日  | インド国民会議                  | インディラ・ガンディー                                      |                                                     |
| 7    | ディネシュ・シン                     |      | 1969年2月14日  | 1970年6月27日  | インド国民会議                  | インディラ・ガンディー                                      |                                                     |
| (4)  | スワラン・シン                       |      | 1970年6月27日  | 1974年10月10日 | インド国民会議                  | インディラ・ガンディー                                      |                                                     |
| 8    | ヤシュワント・チャバン               |      | 1974年10月10日 | 1977年3月24日  | インド国民会議                  | インディラ・ガンディー                                      |                                                     |
| 9    | アタル・ビハーリー・ヴァージペーイー |      | 1977年3月26日  | 1979年7月28日  | ジャナタ党                      |                                                             | モラルジー・デーサーイー                            |
| 10   | シャム・ナンダン・プラサド・ミシュラ |      | 1979年7月28日  | 1980年1月13日  | ジャナタ党(世俗派)              |                                                             | チョードリー・チャラン・シン                        |
| 11   | ナラシンハ・ラーオ                   |      | 1980年1月14日  | 1984年7月19日  | インド国民会議                  |                                                             | インディラ・ガンディー                              |
| (6)  | インディラ・ガンディー               |      | 1984年7月19日  | 1984年10月31日 | インド国民会議                  |                                                             | インディラ・ガンディー                              |
| 12   | ラジーヴ・ガンディー                 |      | 1984年0月31日  | 1985年9月24日  | インド国民会議                  | ラジーヴ・ガンディー                                        |                                                     |
| 13   | バリ・ラム・バガット                 |      | 1985年9月25日  | 1986年5月12日  | インド国民会議                  | ラジーヴ・ガンディー                                        |                                                     |
| 14   | P. シブ・シャンカール                |      | 1986年5月12日  | 1986年10月22日 | インド国民会議                  | ラジーヴ・ガンディー                                        |                                                     |
| 15   | N. D.ティワーリー                    |      | 1986年10月22日 | 1987年7月25日  | インド国民会議                  | ラジーヴ・ガンディー                                        |                                                     |
| (12) | ラジーヴ・ガンディー                 |      | 1987年7月25日  | 1988年6月25日  | インド国民会議                  | ラジーヴ・ガンディー                                        |                                                     |
| (11) | ナラシンハ・ラーオ                   |      | 1988年6月25日  | 1989年12月2日  | インド国民会議                  | ラジーヴ・ガンディー                                        |                                                     |
| 16   | ヴィシュワナート・プラタープ・シン   |      | 1989年12月2日  | 1989年12月5日  | ジャナタ・ダル (National Front) |                                                             | V. P. Singh                                         |
| 17   | インドラ・クマール・グジュラール     |      | 1989年12月5日  | 1990年11月10日 | ジャナタ・ダル (National Front) |                                                             | V. P. Singh                                         |
| 18   | ヴィディヤ・チャラン・シュクラ       |      | 1990年11月21日 | 1991年2月20日  | Samajwadi Janata Party          |                                                             | チャンドラ・シェーカル                              |
| 19   | マダブシン・ソランキ                 |      | 1991年6月21日  | 1992年3月31日  | インド国民会議                  |                                                             | ナラシンハ・ラーオ                                  |
| (11) | ナラシンハ・ラーオ                   |      | 1992年3月31日  | 1993年1月18日  | インド国民会議                  |                                                             | ナラシンハ・ラーオ                                  |
| (7)  | ディネシュ・シン                     |      | 1993年1月18日  | 1995年2月10日  | インド国民会議                  |                                                             | ナラシンハ・ラーオ                                  |
| 20   | プラナブ・ムカルジー                 |      | 1995年2月10日  | 1996年5月16日  | インド国民会議                  |                                                             | ナラシンハ・ラーオ                                  |
| 21   | シカンダー・バフト                   |      | 1996年5月21日  | 1996年6月1日   | インド人民党                    |                                                             | アタル・ビハーリー・ヴァージペーイー                |
| (17) | インドラ・クマール・グジュラール     |      | 1996年6月1日   | 1998年3月18日  | (United Front)                  |                                                             | デーヴェー・ガウダ インドラ・クマール・グジュラール |
| (9)  | アタル・ビハーリー・ヴァージペーイー |      | 1998年3月19日  | 1998年12月5日  | インド人民党 （国民民主同盟）   |                                                             | アタル・ビハーリー・ヴァージペーイー                |
| 22   | ジャスワント・シン                   |      | 1998年12月5日  | 2002年6月23日  | インド人民党 （国民民主同盟）   |                                                             | アタル・ビハーリー・ヴァージペーイー                |
| 23   | ヤシュワント・シンハ                 |      | 2002年7月1日   | 2004年5月22日  | インド人民党 （国民民主同盟）   |                                                             | アタル・ビハーリー・ヴァージペーイー                |
| 24   | ナトワル・シン                       |      | 2004年5月22日  | 2005年11月6日  | インド国民会議 （統一進歩同盟） |                                                             | マンモハン・シン                                    |
| 25   | マンモハン・シン                     |      | 2005年11月6日  | 2006年10月24日 | インド国民会議 （統一進歩同盟） |                                                             | マンモハン・シン                                    |
| (20) | プラナブ・ムカルジー                 |      | 2006年10月24日 | 2009年5月22日  | インド国民会議 （統一進歩同盟） |                                                             | マンモハン・シン                                    |
| 26   | S．M．クリシュナ                     |      | 2009年5月22日  | 2012年10月26日 | インド国民会議 （統一進歩同盟） |                                                             | マンモハン・シン                                    |
| 27   | サルマン・クルシード                 |      | 2012年10月28日 | 2014年5月26日  | インド国民会議 （統一進歩同盟） |                                                             | マンモハン・シン                                    |
| 28   | スシュマ・スワラージ                 |      | 2014年5月26日  | 2019年5月30日  | インド人民党 （国民民主同盟）   |                                                             | ナレンドラ・モディ                                  |
| 29   | スブラマニヤム・ジャイシャンカル     |      | 2019年5月30日  | （現職）       | インド人民党 （国民民主同盟）   |                                                             | ナレンドラ・モディ                                  |